# Судска полиција Федерације Босне и Херцеговине
Судска полиција Федерације Босне и Херцеговине је полицијски орган у оквиру судске власти Федерације Босне и Херцеговине. Основана је Законом о судској полицији из 1996. године, док је тренутно важећи закон донет 2020. године. Седиште Судске полиције је у Сарајеву.

## Надлежности
Судска полиција је надлежна за:
- Прикупљање информација
- Довођење осумњичених, оптужених лица, сведока и судских вештака
- Лишење слободе осуђених лица и лица којима је одређена мера притвора
- Спровођење и задржавање лица лишених слободе
- Провођење судских одлука
- Физичка и техничка заштита обеката и имовине правосудних институција и Судске полиције, као и носилаца правосудних функција, њихове имовине и чланова уже породице
- Одржавање реда у судницама и другим просторијама или просторима којим се осигурава успешност вођења одговарајућег поступка
- Заштита сведока
- Извршавање других налога правосудних институција којим се осигурава успешно вођење одговарајућих поступка

Послове из своје надлежности, Судска полиција извршава на територији Федерације, али у одређеним околностима може извршавати на територији читаве Босне и Херцеговине и у иностранству.

## Руководство
Судском полицијом руководи директор, који носи чин Главни генерални инспектор судске полиције током обављања мандата. Помоћници директора помажу директору у руковођењу Судске полиције, који одговара за свој рад председнику Врховног суда Федерације БиХ (који такође има одређена права руковођења). Помоћници директора помажу директору у руковођењу Судске полиције, а њихове надлежности су одређене Правилником о унутрашњој организацији и оне које им повери сам директор.

### Надлежности председника Врховног суда Федерације Босне и Херцеговине и директора Судске полиције
Председник Врховног суда, по Закону о судској полицији, надлежан је за:
- Надзор рада Судске полиције
- Распоређивање и разрешавање директора и одлучује о правима и обавезама из радних односа за директора
- Доношење правилника, упутства, процедуре, инструкције и наредбе из надлежности Судске полиције
- Доношење упутства за правосудне институције и Судску полицију у питањима из надлежности Судске полиције
- Успостављање Одбора судске полиције Федерације Босне и Херцеговине
- Давање сагласност на буџетске захтеве Судске полиције
- Давање сагласности на одлуке директора
- Вршиње и друге послове у циљу ефикасног рада Судске полиције

Директор Судске полиције, по Закону о судској полиицје, надлежан је за:
- Надгледање, усмеравање и координирање активности организационих јединица Судске полиције
- Припремање и предсједнику Врховног суда предлаже доношење подзаконских прописа везаних за рад Судске полиције
- Одлучивање о попуњавању упражњених радних места, правима, обавезама и одговорностима службеника Судске полиције, државних службеника и намештеника, у складу са овим законом и другим федералним законима
- Сарадњу са правосудним институцијама и другим органима и организацијама у питањима из надлежности Судске полиције
- Припремање предлога буџетских захтева за финансијска и друга средства за рад Судске полиције, доноси одлуке за распоред одобрених финансијских и материјалних средстава којима се финансира рад Судске полиције и припрема извештаје и препоруке у вези са буџетом
- Планирање и извршавање обавезе у вези са платама и накнадама запослених, доприносима послодавца и осталим доприносима, трошковима за робе, услуге и набавке средстава за редован рад у складу са одобреним буџетским средствима за Судску полицију и рачуноводственим политикама корисника буџета и трезора Федерације и одобрава исплату финансијских средстава у оквиру добрених средстава додијељених Судској полицији
- Осигуравање, планирањење и реализацију заједничких активности са другим безбедносним агенцијама и полицијским органима у Босни и Херцеговини
- На захтев председника Врховног суда или на властиту иницијативу припрема програме, информације, анализе и друге материјале из делокруга Судске полиције
- Врши редовно извештавање председника Врховног суда о раду и предузетим активностима Судске полиције
- По потреби и захтевима информише јавност о раду и активностима Судске полиције
- Врши и друге послове предвиђене Законом о судској полицији и Правилником о унутрашњој организацији Судске полиције или врши друге послове одређене од стране председника Врховног суда.

### Чинови
| Чинови Судске полиције Федерације Босне и Херцеговине | Чинови Судске полиције Федерације Босне и Херцеговине |
| ----------------------------------------------------- | ----------------------------------------------------- |
| Чинови                                                | Изглед еполете                                        |
| главни генерални инспектор судске полиције            |                                                       |
| генерални инспектор судске полиције                   |                                                       |
| главни инспектор судске полиције                      |                                                       |
| самостални инспектор судске полиције                  |                                                       |
| виши инспектор судске полиције                        |                                                       |
| инспектор судске полиције                             |                                                       |
| млађи инспектор судске полиције                       |                                                       |
| старији наредник судске полиције                      |                                                       |
| наредник судске полиције                              |                                                       |
| старији судски полицајац                              |                                                       |
| судски полицајац                                      |                                                       |